# Ісайя Кам'янчанин
Іса́йя Кам'янча́нин (перша половина 16 століття, Кам'янець-Подільський — після 1592, ймовірно м. Ростов, тепер Ярославської області Росії) — український культурно-освітній діяч, письменник і перекладач.

## Біографічні дані
Світське ім'я — Яким, Іоаким. Високоосвічена людина. У Кам'янці-Подільському Якима, за його ж словами, «навчено святим книгам першого закону Господнього та другого, святим догматам і благочестивому богослов'ю та священній філософії».
Деякий час жив у Молдавії, де у Кипріановому монастирі прийняв чернецтво. Повернувшись в Україну, жив у Києво-Печерській лаврі. Потім перебрався до Вільна, де активно включився в діяльність літературно-культурного гуртка. 1561 року виїхав до Москви в пошуках слов'янських книг для видання та поширення їх в Україні та Литві. Кам'янчанина звинувачено у єресі і заслано до Вологди, потім до Ростова. Звідти надсилав «на волю», зокрема цареві, листи-послання, що набули широкого розголосу в Росії, Білорусі, Україні.
1582 року цар помилував Кам'янчанина, але на батьківщину не відпустив.

## Літературна спадщина
Ім'я Ісайї в науковий обіг увів російський історик літератури Дмитро Абрамович, який 1913 року в Петербурзі опублікував усі відомі твори Ісайї та розвідку про нього. Рецензією на цю публікацію в українознавчому науковому часопису «Україна» (книга 1 за 1914 рік) відгукнувся Іван Огієнко. Потім ще не раз, зокрема в працях «Українська культура» (1918), «Історія українського друкарства» (1925), він високо поцінує Ісайїну діяльність і творчість.

## Увічнення пам'яті
16 вересня 1993 року в Кам'янці-Подільському одну з вулиць міста перейменовано на вулицю Ісайї Кам'янчанина.
2000 року побачив світ роман Миколи Мачківського «Чорний дяк», який у художній формі розповідає про життя Ісайї Кам'янчанина.

## Публікація творів
- Описание церковно-славянских и русских рукописных сборников императорской Публичной библиотеки / Составлено А. Ф. Бычковым. — Санкт-Петербург, 1882. — Часть первая. — С. 143—144.
- Из рукописей Е. В. Барсова. 1. Путешествие киевского иеродиакона Иоакима в Москву за книгами и представление его царю Грозному в присутствии боярской думы в 1582 году // Чтения в Обществе истории и древностей российских при Московском университете / Повременное издание под заведыванием Е. В. Барсова. — Москва, 1883. — Книга 1. — Отд. 5. — Смесь. — С. 1—3.
- Сырку П. А. Из истории сношений русских с румынами // Известия отделения русского языка и словесности императорской Академии наук. — Т. 1. — Книга 3. — Санкт-Петербург, 1896. — С. 497—500, 519—542.
- Краткие известия о Максиме Греке. 1. Приписываемое диакону Исаии с Каменца-Подольского // Белокуров Сергей. О библиотеке Московских государей в XVI столетии. — Москва, 1898. — Приложения. — С. III—VI.
- Абрамович Д. К литературной деятельности мниха камянчанина Исайи. — Санкт-Петербург, 1913. — (Памятники древней письменности и искусства, том 181).

## Електронні джерела
- М. Д. Каган. Ісайя Кам'янчанин [Архівовано 27 вересня 2007 у Wayback Machine.](рос.)